# ダッシュフォーキャッシュ
ダッシュフォーキャッシュ (Dash For Cash) は、競馬用クォーターホースに大きな影響を残したアメリカ合衆国のクォーターホース系競走馬・種牡馬。1997年クォーターホース殿堂入り。

## 競走成績
生涯成績は25戦21勝、2着が3回ある。1976年のチャンピオンズオブチャンピオンズ（440ヤード〈約402メートル〉）で21秒17のトラックレコードを記録し、翌1977年にも勝利した。そのほかサンカントリーフューチュリティ、ロスアラミトスダービー、ロスアラミトス招待チャンプ、ラボックダウンズダウンフューチュリティー、ヴェッセルズマチュリティーなどに勝利。獲得賞金は50万7687ドルに達した。1976, 1977年クォーターホース年度代表馬。

### おもな勝ち鞍
- サンカントリーフューチュリティー (1975)
- ラボックダウンズダウンフューチュリティー (1975)
- ロスアラミトスダービー (1976)
- チャンピオンズオブチャンピオンズ (1976,1977)

## 種牡馬成績とクォーターホースへの影響
引退後は種牡馬となり、総額250万ドルのシンジケートが組まれた。総獲得賞金3999万245ドルはクォーターホースの種牡馬として未だ歴代2位で、1位のファーストダウンダッシュも自身の産駒である。1996年に馬原虫性脊髄脳炎 (EPM) により死亡したが、現在その子孫によってクォーターホースの血統が塗り替えられつつあり、2006年には獲得賞金上位10頭中9頭が3代以内にダッシュフォーキャッシュの血を1箇所以上持つという状態になった。
- ステークス勝ち馬/勝ち馬数/産駒数 - 145頭/827頭/1155頭
- 総獲得賞金 - 3999万245ドル
- 全勝利数 - 2915勝

### おもな産駒
- ファーストダウンダッシュ (First Down Dash)
- サムダッシャー (Some Dasher)
- ターキンオンザキャッシュ (Takin On The Cash)
- ミスエヌキャッシュ (Miss N Cash)

### 母の父として
- ステークス勝ち馬/勝ち馬数/産駒数 - 235頭/2027頭/3154頭
- 総獲得賞金 - 5610万4925ドル（歴代1位）

## 血統表
| ダッシュフォーキャッシュの血統（ハーミット系 / アウトブリード）          | ダッシュフォーキャッシュの血統（ハーミット系 / アウトブリード） | ダッシュフォーキャッシュの血統（ハーミット系 / アウトブリード） | （血統表の出典）       | （血統表の出典） |
| 父 Rocket Wrangler 柑子栗毛 1968年 クォーターホース （以下 (QH) と略す） | 父の父Rocket Bar 栗毛 1951年                                    | Three Bars                                                      | Percentage             | Percentage       |
| 父 Rocket Wrangler 柑子栗毛 1968年 クォーターホース （以下 (QH) と略す） | 父の父Rocket Bar 栗毛 1951年                                    | Three Bars                                                      | Myrtle Dee             |                  |
| 父 Rocket Wrangler 柑子栗毛 1968年 クォーターホース （以下 (QH) と略す） | 父の父Rocket Bar 栗毛 1951年                                    | Golden Rocket                                                   | Cartago                | Cartago          |
| 父 Rocket Wrangler 柑子栗毛 1968年 クォーターホース （以下 (QH) と略す） | 父の父Rocket Bar 栗毛 1951年                                    | Golden Rocket                                                   | Morshion               |                  |
| 父 Rocket Wrangler 柑子栗毛 1968年 クォーターホース （以下 (QH) と略す） | 父の母Go Galla Go (QH) 柑子栗毛 1961年                          | Go Man Go (QH)                                                  | Top Deck               | Top Deck         |
| 父 Rocket Wrangler 柑子栗毛 1968年 クォーターホース （以下 (QH) と略す） | 父の母Go Galla Go (QH) 柑子栗毛 1961年                          | Go Man Go (QH)                                                  | Lightfoot Sis (QH)     |                  |
| 父 Rocket Wrangler 柑子栗毛 1968年 クォーターホース （以下 (QH) と略す） | 父の母Go Galla Go (QH) 柑子栗毛 1961年                          | La Galla Win (QH)                                               | Direct Win             | Direct Win       |
| 父 Rocket Wrangler 柑子栗毛 1968年 クォーターホース （以下 (QH) と略す） | 父の母Go Galla Go (QH) 柑子栗毛 1961年                          | La Galla Win (QH)                                               | La Gallina V (QH)      |                  |
| 母 Find A Buyer 栗毛 1966年                                              | 母の父To Market 栗毛 1948年                                     | Market Wise                                                     | Brokers Tip            | Brokers Tip      |
| 母 Find A Buyer 栗毛 1966年                                              | 母の父To Market 栗毛 1948年                                     | Market Wise                                                     | On Hand                |                  |
| 母 Find A Buyer 栗毛 1966年                                              | 母の父To Market 栗毛 1948年                                     | Pretty Does                                                     | Johnstown              | Johnstown        |
| 母 Find A Buyer 栗毛 1966年                                              | 母の父To Market 栗毛 1948年                                     | Pretty Does                                                     | Creese                 |                  |
| 母 Find A Buyer 栗毛 1966年                                              | 母の母Hide and Seek 栗毛 1952年                                 | Alibhai                                                         | Hyperion               | Hyperion         |
| 母 Find A Buyer 栗毛 1966年                                              | 母の母Hide and Seek 栗毛 1952年                                 | Alibhai                                                         | Teresina               |                  |
| 母 Find A Buyer 栗毛 1966年                                              | 母の母Hide and Seek 栗毛 1952年                                 | Scattered                                                       | Whirlaway              | Whirlaway        |
| 母 Find A Buyer 栗毛 1966年                                              | 母の母Hide and Seek 栗毛 1952年                                 | Scattered                                                       | Imperatrice (F-No.2-s) |                  |